# Comuna Perieni, Vaslui
Perieni este o comună în județul Vaslui, Moldova, România, formată numai din satul de reședință cu același nume.

## Demografie
Componența etnică a comunei Perieni
     Români (91,12%)
     Alte etnii (0,06%)
     Necunoscută (8,83%)
Componența confesională a comunei Perieni
     Ortodocși (90,08%)
     Alte religii (1,06%)
     Necunoscută (8,85%)
Conform recensământului efectuat în 2021, populația comunei Perieni se ridică la 3.580 de locuitori, în creștere față de recensământul anterior din 2011, când fuseseră înregistrați 3.536 de locuitori. Majoritatea locuitorilor sunt români (91,12%), iar pentru 8,83% nu se cunoaște apartenența etnică. Din punct de vedere confesional, majoritatea locuitorilor sunt ortodocși (90,08%), iar pentru 8,85% nu se cunoaște apartenența confesională.

## Politică și administrație
Comuna Perieni este administrată de un primar și un consiliu local compus din 13 consilieri. Primarul, Alina-Mihaela Chiper[*], de la Partidul Social Democrat, este în funcție din 1 noiembrie 2024. Începând cu alegerile locale din 2024, consiliul local are următoarea componență pe partide politice:
|  | Partid                          | Consilieri | Componența Consiliului | Componența Consiliului | Componența Consiliului | Componența Consiliului | Componența Consiliului |
|  | ------------------------------- | ---------- | ---------------------- | ---------------------- | ---------------------- | ---------------------- | ---------------------- |
|  | Partidul Social Democrat        | 5          |                        |                        |                        |                        |                        |
|  | Partidul Național Liberal       | 4          |                        |                        |                        |                        |                        |
|  | Alianța pentru Unirea Românilor | 3          |                        |                        |                        |                        |                        |
|  | Uniunea Salvați România         | 1          |                        |                        |                        |                        |                        |